# Храм Шаньхуа
Храм Шаньхуа (спрощ.: 善化寺; піньїнь: Shànhùa Sì) — це буддійський храм, що розташований у Датуні, провінція Шаньсі Китайської Народної Республіки. Храм вперше було засновано на початку 8 століття за династії Тан, але найстаріші будівлі, що збереглись, датуються 11 століттям. За роки храм підлягав значним ремонтам, на сьогодні лишились три оригінальні зали та два нещодавно відбудовані павільйони. Найбільший та найстаріший зал, що датується 11 століттям — часом династії Ляо: зал Дасюнбао, що є одним з найбільших у своєму роді в Китаї. Також історично значущими є Головна брама та зал Саньшен, обидва датуються 12 століттям, що є часом династії Цзінь.

## Історія
Храм Шаньхуа вперше було засновано впродовж періоду Кайюань династії Тан (713—741), під патронажем імператора Сюань-цзуня, і у той час він був відомий як храм Кайюань. Після падіння династії Тан під-час періоду п'яти династій (906—960), назва храму змінилась на Да Пу'еньси. Впродовж цього часу хаосу лише три чи чотири будівлі з десяти змогли уникнути руйнування. Після перевороту династією Ляо у 960, храм набув поточної конфігурації.
Храм знову було сильно пошкоджено коли династія Цзінь прийшла до влади 1120 року, відновлювальні роботи було розпочато в 1128, їх завершення зайняло п'ятнадцять років. 1421 року було проведено додатковий ремонт, цього разу монахом на ім'я Даюн. У 1445 імператором йому було подаровано Сутри. Також це вперше, коли храм згадується за сучасною назвою: храм Шаньхуа. У кінці 16 століття, на тій же кам'яній платформі (юетай, 月台) що підтримує зал Дасюнбао було збудовано барабанну вежу та дзвіницю. Подальші ремонтні роботи проводились у храмі впродовж наступних двохсот років, однак на кінець 18 століття храм знову перебував у поганому стані, а використання одного з залів як стайні для верблюдів призвело до обвалу однієї зі стін. Упродовж другої світової війни було зруйновано павільйон Пусянь, відновлено його було у 1953.

## Архітектура
Зараз храм Шаньхуа складається трьох головних залів (зал Дасюнбао, зал Саньшен та Головної брами) що розташовані за віссю північ-південь, та двох павільйонів, що розміщені на схід та захід від залу Саньшен. Також є два менші зали, по обидва боки від залу Дасюнбао. Головні зали всі вперше було побудовано за династії Ляо (907—1125), але лише зал Магавіри зараз вважається будівлею Ляо. Головна брама та зал Саньшен піддались обширній реставрації за династії Цзінь, тому класифікуються дослідниками як будівлі Цзінь.

### Зал Дасюнбао

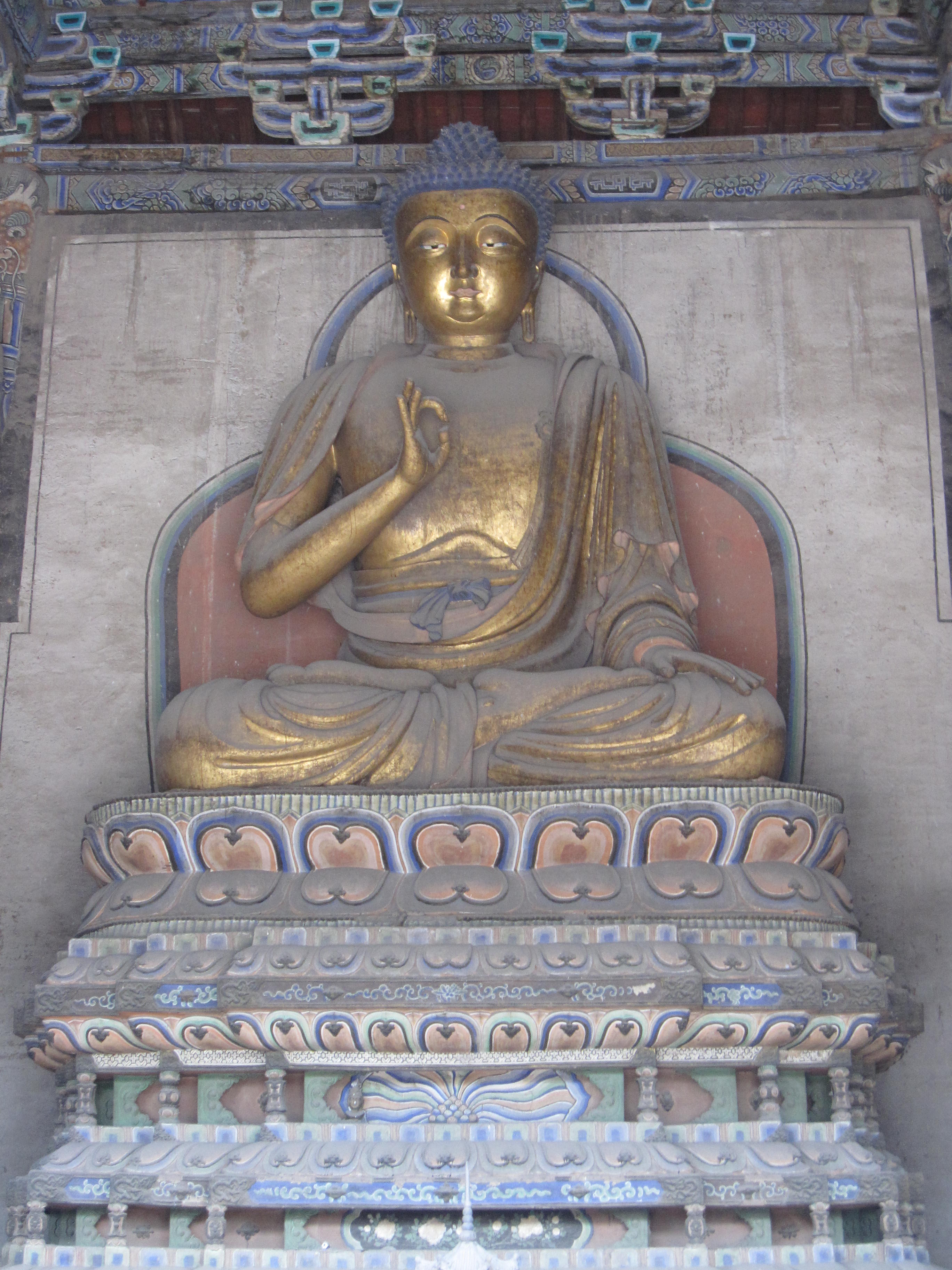
Центральна статуя Шак'ямуні в залі Дасюнбао

Зал Дасюнбао (кит.: 大雄宝殿; піньїнь: Dàxíongbǎo Diàn) — найпівнічніший та найбільший із залів, датується 11 століттям. Сягає семи на п'ять травей (40,5 на 25 метрів) та має троє дверей у передній своїй частині. Зал було збудовано на піднятій триметровій платформі, що раніше була місцем розміщення барабанної вежі та дзвіниці, що не збереглись. Відповідно до стандартів китайського архітектурного трактату 11 століття Їнцзао Фаши, зал тримається на комплектах кронштейнів п'ятого рангу (鋪作) за восьмиранговою системою. Усередині містяться чотири великих статуї Будди, що представляють чотири сторони світу, а також центральна статуя, що представляє Шак'ямуні. Статуї є подібними, і зображують Будду, що показує різні мудри (символічні жести руками). Над статуєю Шак'ямуні — кесон (кит.: 藻井; піньїнь: zǎojǐng), восьмикутна дерев'яна стеля, яку розфарбовано та прикрашено.
Разом з іншими статуями учнів та помічників, що згруповано з більшими статуями, біля східної та західної стін також розміщено 24 статуї девів. У залі 190 м² настінних розписів. Вони датуються від 1708 до 1716, але були пошкоджені з часом.

### Зал Саньшен
Зал Саньшен (кит.: 三圣殿; піньїнь: Sānshèng Diàn; літ.: 'Зал трьох мудреців') — це середній зал, його було збудовано за династії Цзінь. У ньому містяться статуї трьох мудреців з Сутри Аватамсака — центральна Вайрочана (уверсальний аспект Шак'ямуні) та дві супроводжуючі статуї Манджушрі та Самантабхадри. Зал підтримується дуже малою кількістю центральних колон та покладається у ній на складні крокви та кронштейни шостого рангу.

### Павільйон Пусянь

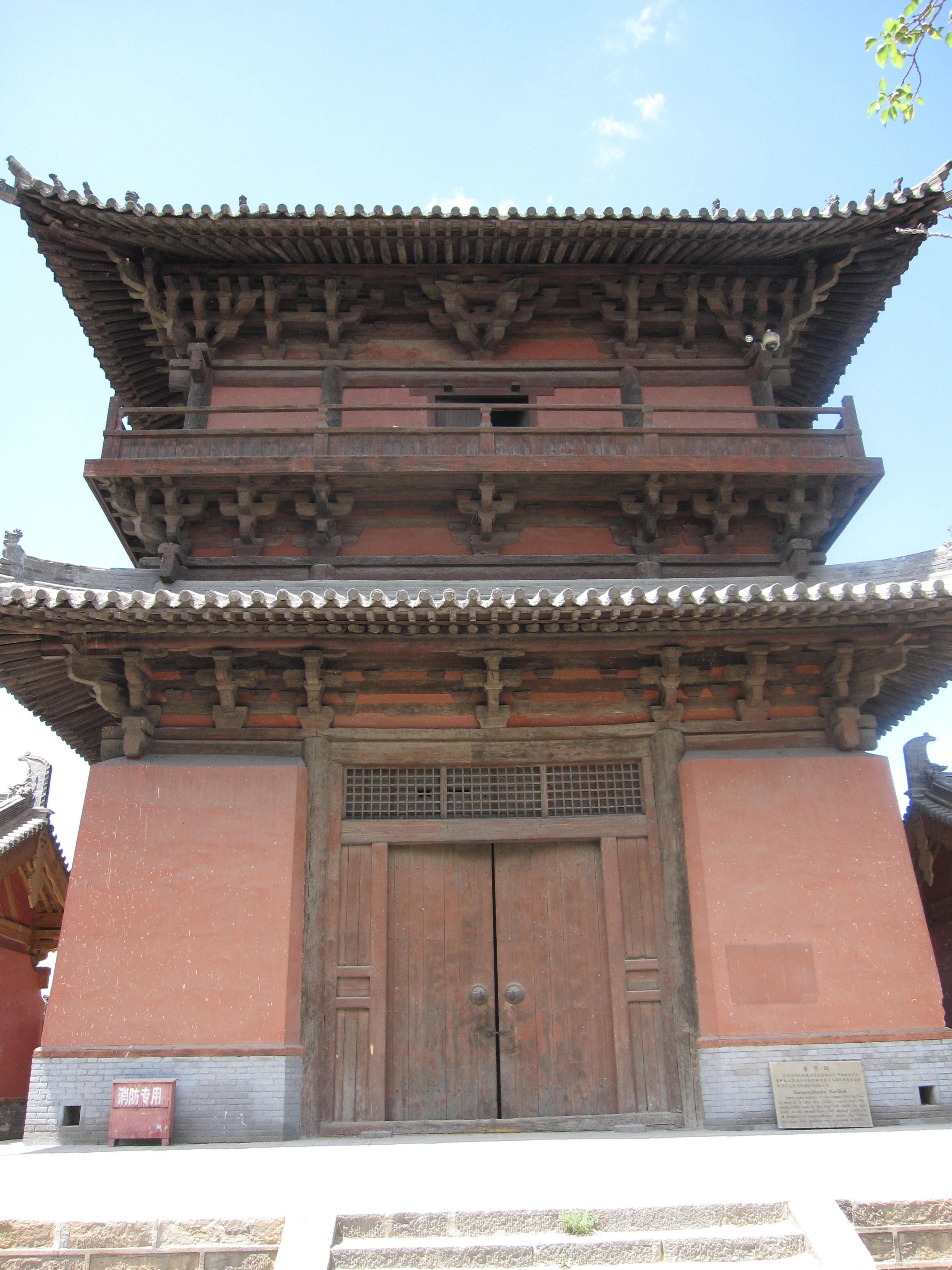
Павільйон Пусянь

Павільйон Пусянь (кит.: 普贤阁; піньїнь: Pǔxián Gé) спочатку було збудовано за династії Ляо, у 1930-ті його було оглянуто Лянем Сиченем. Він повідомив про сильне пошкодження структури з двома поверхами. Перший поверх був мініатюрною будівлею з нішею, що містила два зображення. На другому поверсі була статуя Бодхісаттви Самантабхадра.
Після того, як будівлю було зруйновано під час війни, її було відбудовано в 1953. Павільйон сягає три травеї на дві, але є майже ідеально квадратним. Його збодовано на короткій кам'яній платформі, що називається юетай (月台), на яку можна піднятись короткими східцями. Хоча ззовні виглядає ніби у павільйону лише два поверхи, насправді їх три, другий з них прихований від зовнішнього погляду. Кожен з зовнішніх рівнів оточений за периметром колонами.

### Павільйон Веньшу
Цей павільйон (кит.: 文殊阁; піньїнь: Wénshū Gé) було знищено на початку 20 століття, після того, як у ньому сталась пожежа після його перетворення на дубильню. 2008 року його було відбудовано місцевим урядом.

### Головна брама
Головна брама (кит.: 山门; піньїнь: Shān Mén) — це великий зал, що було збудовано за династії Цзінь у 12 столітті, він слугує входом до храму. У залі містяться статуї чотирьох небесних королів, два на східній стороні, два на західній. У довжину він п'ять травей, дві в ширину, що охоплює площу в 278 квадратних метрів. Кронштейни, що використовуються для підтримки структури — п'ятого рангу.